# Topaginella
 Topaginella  là một chi ốc biển hòa thạch, là động vật thân mềm chân bụng sống ở biển trong họ Cystiscidae. Chi này đã tuyệt chủng.